# Ismihan Sultan
Ismihan Sultan (turco ottomano: اسمیخان سلطان; lett. "purezza del Khan" o "regalità del Khan", anche nota come Esmehan Sultan; Manisa, 1545 – Costantinopoli, 8 agosto 1585) è stata una principessa ottomana. Era la terza figlia del sultano Selim II (regno 1566–74) e della sua favorita Nurbanu Sultan.

## Primi anni
Ismihan Sultan nacque a Manisa nel 1545. Suo padre era Şehzade Selim (futuro Selim II), figlio del sultano Solimano il Magnifico (regno 1520–66) e di sua moglie legale Hürrem Sultan. Descritta come non particolarmente bella, trascorse la sua prima infanzia a Manisa e Konya, dove suo padre prestava servizio come sanjak-bey. Sua madre era Nurbanu Sultan, favorita del padre. Aveva due sorelle maggiori, Şah Sultan e Gevherhan Sultan, una sorella minore, Fatma Sultan, e un fratello minore, il futuro sultano Murad III (regno 1574–95), oltre a sette fratellastri minori morti infanti per mano di suo fratello. Era anche zia del sultano Mehmed III (regno 1595–1603).

## Primo matrimonio
Il 17 agosto 1562 le figlie maggiori di Selim contrassero matrimoni politicamente vantaggiosi. 
Ismihan sposò Sokollu Mehmed Pascià, Gevherhan l'ammiraglio Piyale Pascià e Şah il capo falconiere Hasan Agha. Suo padre fu particolarmente felice di dare la mano di Ismihan a Sokollu come ricompensa per l'aiuto del gran visir nella sua lotta per la successione con suo fratello Şehzade Bayezid, malgrado Sokollu avesse circa 40 anni più di Ismihan. L'erario di Stato coprì le spese per le nozze imperiali e concesse 15.000 fiorini come dono di nozze al genero imperiale. La coppia possedeva due palazzi, uno situato a Kadırga, e l'altro situato a Üsküdar. I due insieme tre figli e una figlia. Il matrimonio tuttavia non fu particolarmente felice.
I ragusei rimarcarono il matrimonio di Ismihan e Sokollu Mehmed Pascià, secondo il quale lui fu intimorito dalla sultana non meno di quanto gli altri lo erano da lui. Spesso lei lo chiamava «Vlach, cioè un vilissimo contadino» (Murlacco, che vuol dire contadino vilissimo). Nel 1575, subito dopo l'ascesa al trono di suo fratello, il sultano Murad, il suo stipendio giornaliero era di 300 aspri.

## Secondo matrimonio
Dopo la morte del gran visir Sokollu Mehmed Pascià nel 1579, la prima scelta della principessa per un nuovo marito fu Ösdemiroğlu Osman Pascià, che però non era interessato. La sua scelta successiva fu Kalaylıkoz Ali Pascià, il governatore di Buda, che accettò il matrimonio. Dovette tuttavia divorziare dalla prima moglie (la legge imponeva che una principessa imperiale fosse l'unica moglie del suo consorte), e si dice che il dolore di lei fu tale da scatenare proteste in città Tuttavia, i due si sposarono nel 1584 e il matrimonio fu breve ma molto felice . Ismihan morì di parto l'anno seguente. Il loro unico figlio sopravvisse poco più di un mese.

## Affari di stato
All'inizio degli anni 1580, Ismihan collaborò con sua madre Nurbanu per isolare politicamente Safiye Sultan, unica favorita di suo fratello Murad. Donò a Murad due bellissime concubine, e quando lui non volle o non riuscì ad avere un rapporto sessuale con loro, Ismihan diffuse voci secondo cui Safiye, con la stregoneria, aveva reso impotente il sultano. Ismihan e Nurbanu riuscirono quindi a esiliare Safiye al Vecchio Palazzo, che lasciò solo dopo la morte di Nurbanu.
In in altra occasione i francesi si rifiutarono di restituire due donne turche che erano state catturate in mare dal cognato di Enrico III e fatte prigioniere alla corte di Caterina de' Medici. Ismihan e sua zia, Mihrimah Sultan, intercessero per la loro liberazione.

## Opere di carità
Ismihan commissionò una moschea situata vicino all'Ippodromo, che porta il nome di Sokollu Mehmed Pascià. Suo marito era responsabile del collegio religioso e dell'ostello dei dervisci ad esso associato. Ha anche commissionato un'altra moschea a suo nome a Mangalia, in Romania. Ha anche dotato una biblioteca nella sua madrasa a Eyüp. I contadini delle terre di dotazione reale ricevevano un trattamento privilegiato. Gli abitanti del villaggio bulgaro di Boboševo, che faceva parte dei possedimenti di Ismihan, ricordano ancora oggi che il loro villaggio era sotto la protezione di una principessa (“sotto il velo di una Sultana”).

## Morte
Ismihan Sultan morì di parto l'8 agosto 1585 e fu sepolta nella türbe di suo padre situata ad Hagia Sophia. Suo figlio appena nato fu chiamato Mahmud, ma le sarebbe sopravvissuto di non più di cinquanta giorni.

## Discendenza
Ismihan ebbe in tutto quattro figli e una figlia, ma solo un figlio e la figlia sopravvissero all'infanzia.
Dal suo primo matrimonio, Ismihan ebbe una figlia e tre figli:
- Safiye Hanımsultan (1563 - ?). Sposò inizialmente il cugino di suo padre, Sokollu Mustafa Pascià, governatore di Buda. Dopo il suo esilio nel 1578, divorziò e sposò il nuovo governatore di Buda, Silahdar Cafer Pascià. Dopo la sua morte nel 1587, gli diede due figli postumi, i gemelli Mehmed Bey e Cafer Bey, che morirono da bambini. Sposò in terze nozze Sultanzade Abdülbaki Bey, figlio della cugina di sua madre Hümaşah Sultan.
- Sultanzade Ahmed Bey (1563 - 1567)
- Sultanzade Sokolluzade Ibrahim Han Pasha (1565 - 1622). Nel 1924, un suo discendente, Sokulluzade Abdülbâki Ihsan Bey, sposò un'altra principessa ottomana, Rukiye Sultan, nipote del sultano Mehmed V.
- Sultanzade Piri Mehmed Bey (1566 - 1567)

Dal suo secondo matrimonio, Ismihan ebbe un figlio:
- Sultanzade Mahmud Bey (5 agosto 1585 - 24 settembre 1585). Ismihan morì tre giorni dopo il parto.